# Sedimenti
Sedimenti (lat. sedimentum = talog) taložine su trošnog materijala (šljunka, pijeska, gline i sl.) ili otopina (vapna, soli, gipsa i sl.) u moru (morski ili marinski sedimenti), jezeru (jezerski ili lakustrijski sedimenti), rijeci (riječni ili fluvijalni sedimenti) ili na kopnu (eolski sedimenti, tj. oni koji su nataloženi vjetrom, sipari i sl.). Mehaničkim raspadanjem nastaju mehanički sedimenti, a kemijskim otapanjem kemijski sedimenti. Materijalom organskog porijekla nastaju organogeni sedimenti. 